# Shadwell, West Yorkshire
Shadwell är en civil parish i Storbritannien.   Den ligger i distriktet Leeds i grevskapet West Yorkshire i riksdelen England, i den centrala delen av landet, 270 km norr om huvudstaden London.  Orten har 1 849 invånare (2011). Byn nämndes i Domedagsboken (Domesday Book) år 1086, och kallades då Scadewelle.